# 諾伊羅伊特山
47°43′46″N 11°46′41″E / 47.72944°N 11.77806°E

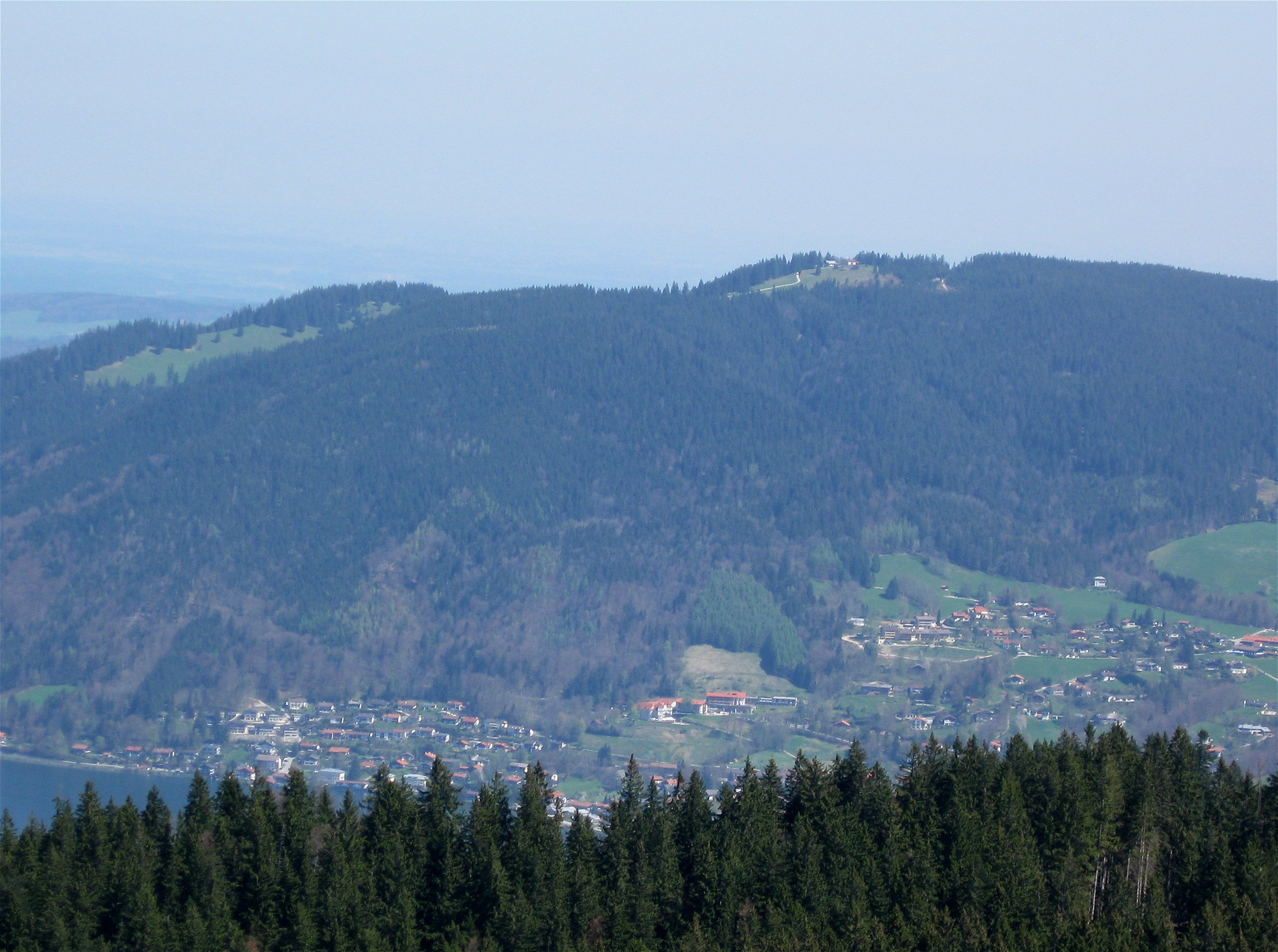

諾伊羅伊特山（德語：Neureuth），是德國的山峰，位於該國東南部，由巴伐利亞負責管轄，屬於巴伐利亞前阿爾卑斯山脈的一部分，距離金德拉爾姆施奈德山1.1公里，海拔高度1,264米。